# Hades Almighty
Hades Almighty — норвезький блек-метал гурт із Бергена, Норвегія, створений 1992 року. До 1998 року колектив мав назву Hades, однак після претензійної заяви однойменного американського гурту, змінюють назву на Hades Almighty.

## Історія

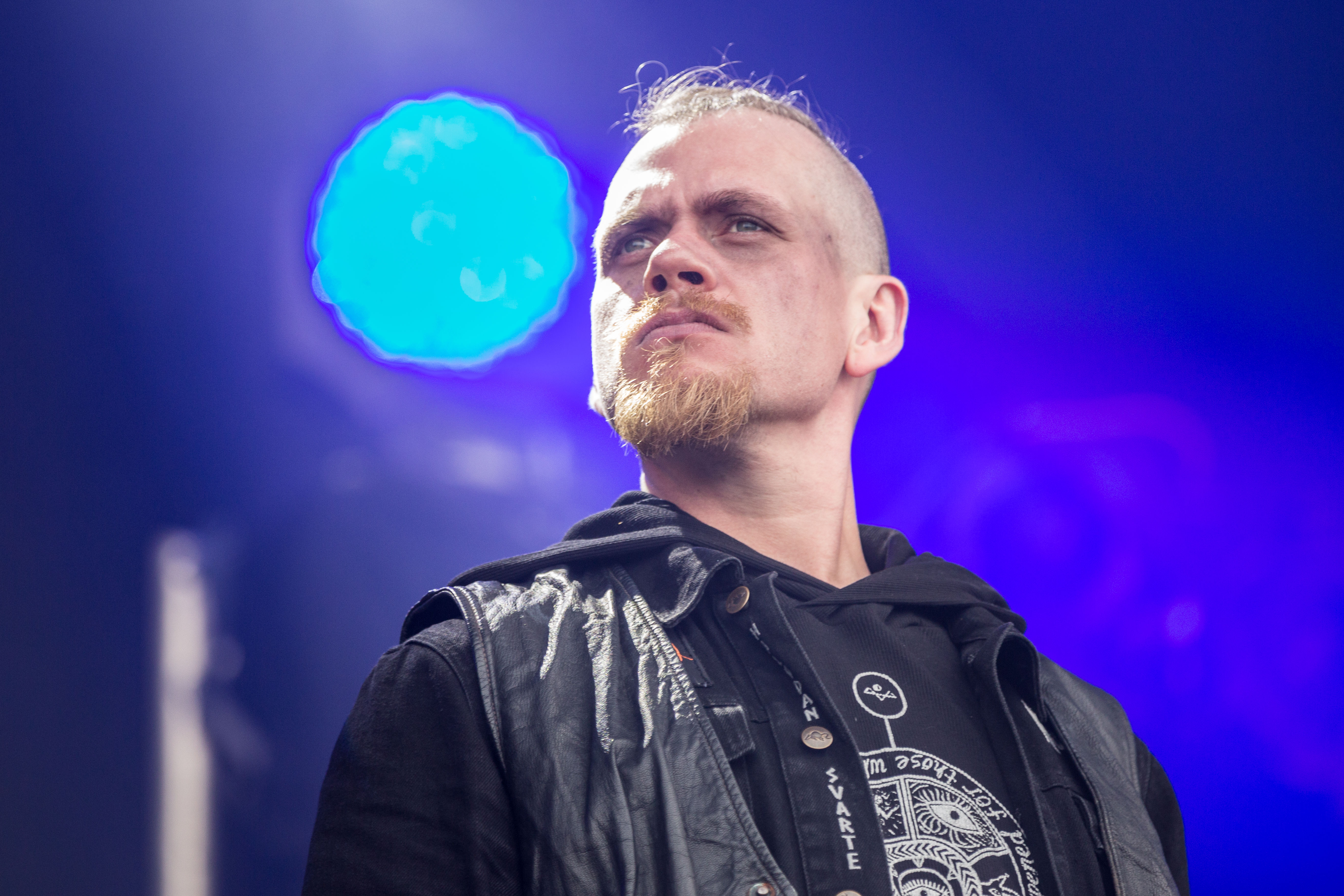
Аск Тай на фестивалі San Metal Open Air (2017 р.)

Гурт заснований колишнім гітаристом Immortal Йорном Інге Тунсбергом і ударником Ремі Андерсоном. Згодом до них приєднується басист і вокаліст Ян Отто Гармаслунд та гітарист Вільгельм Нагел. У такому складі вони записують перший демо-альбом у Грігхоллі та у 1993 році видають його (пізніше, демо перевидається на CD італійським лейблом Wounded Love у 1996 році).
У 1993 році гурт отримав розголос через ув'язнення Тунсберга, якого засудили за підпал церкви в Осані разом з Варгом Вікернесом (Burzum) на Різдво. Йорна визнали винним та засудили до 2 років позбавлення волі.
1994-го року колектив співпрацює з лейблом Full Moon Productions та видає дебютний альбом «…Again Shall Be». Нагель йде з гурту, а на заміну йому приходить Стіг Хагенес.
Hades записали свій другий альбом «Dawn of the Dying Sun» в Grieghallen у 1996 році, що був виданий на Full Moon в 1997-му. На підтримку нового альбому гурт активно гастролює по США, Європі та Мексиці.
Колектив у 1998 році змінює назву на Hades Almighty через претензії американських музикантів та продовжує роботу вже під новим ім'ям, а також виступає на фестивалі Wacken Open Air. Також вони продовжують давати концерти з іншими відомими блек-метал колективами, такими як Immortal, Primordial, Mayhem і Benediction.
У 1999 році музиканти записують альбом під назвою «Millenium Nocturne», виданий під ліцензією Nuclear Blast на лейблі Hammerheart.
Четвертий студійний альбом «Pulse of Decay» гурт видає у 2001 році на лейблі Psycho Bitch Records.
Hades Almighty підписує контракт з Khaoz Productions у 2003 році і підписує контракт з Dark Essence Records у 2004-му. На новому лейблі вони перевидають «The Pulse Of Decay», до якого увійшли додаткові матеріали — кавер на Manowar «The Pulse Of Decay» та відеокліп.
У 2015 році гурт покидає вокаліст та басист Ян Отто Гармаслунд, інші ж учасники продовжують роботу над новим альбомом, вихід якого планується у 2015 році.
Того ж року на заміну Отто приходить новий вокаліст Аск Тай, відомий за своєю участю у Kampfar. 23 жовтня 2015 року колектив видає EP під назвою «Pyre Era, Black!»

## Склад гурту

### Учасники
- Йорн Інге Тунсберг — гітара, клавішні
- Ремі Андерсен — ударні
- Аск Тай — вокал

### Колишні учасники
- Вільгельм Нагел (1992—1994) — гітара
- Стіг Хагенес (1994—1999) — гітара
- Ян Отто Гарманслунд (1992—2014) — вокал, бас-гітара, клавішні

## Дискографія

### Hades
- - Alone Walkyng (demo, 1993; re-released 1996 на Wounded Love)
  - …Again Shall Be (Full Moon Productions, 1994)
  - Split with Katatonia (Mystic Production, 1996)
  - Dawn of the Dying Sun (Full Moon Productions, 1997)

### Hades Almighty
- - Millennium Nocturne (Hammerheart, 1999)
  - The Pulse of Decay (Psycho Bitch Records, 2001; re-released 2004 на Dark Essence)